# Love Don't Cost a Thing
Love Don't Cost a Thing (2001) is de eerste single van het tweede studioalbum J.Lo, door Jennifer Lopez. Het nummer kwam in Canada, Mexico, Nederland en het Verenigd Koninkrijk op nummer 1. In de Verenigde Staten bereikte het nummer de derde plaats op de Billboard Hot 100. Het nummer werd ook in het Spaans uitgebracht onder de titel "Amor Se Paga Con Amor" en stond op de Nederlandse en Spaanse versies van het album.